# تيجان و سارا
تيجان و سارا (بالإنجليزية: Tegan and Sara)‏ وهما فرقة ديو روك كنديتان كلاهما تشكلتا في سنة 1995 في كالغاري وكلاهما ولدتا في يوم 19 سبتمبر 1981 وتتكونان من تيجان راين كوين و سارا كيريستين كوين كلتاهما تعرفان كتابة الأغاني وتعزفان على القيثارة و الكيبورد.

## روابط خارجية
- تيجان و سارا على موقع ميتاكريتيك (الإنجليزية)
- تيجان و سارا على موقع روتن توميتوز (الإنجليزية)
- تيجان و سارا على موقع ميوزك برينز (الإنجليزية)
- تيجان و سارا على موقع رولينغ ستون (الإنجليزية)
- تيجان و سارا على موقع أول ميوزيك (الإنجليزية)
- تيجان و سارا على موقع ديسكوغز (الإنجليزية)